# 丸信金属工業
丸信金属工業株式会社（まるしんきんぞくこうぎょう）は、栃木県足利市に事業所を置くアルミ加工製品を製造する企業である。

## 概要
前身は戦中に中島飛行機（現　富士重工業）の下請けアルミ加工会社で、その後家庭用アルミ厨房機器製造企業としてスタート、今日に至る。
主力製品は、空調用のアルミ部品やアルミ製薬缶などの家庭用厨房品などだが、変わったところでは「AL art（アルアート）」というブランドでアルミ製インテリアを発売している。

## ALART　アルアート
コンセプトは、「機能を持った形」より引用。アルミの「柔らかく、加工が容易」「軽量」といった特性から生まれた。
最初の作品は花器を中心とした「花あそび」（1998年）。その後、ペンダントやストラップなどの身近な雑貨を取り扱う「誉」（2006年）を発表した。
アルアートはインテリア商品として販売されているが、単なる小売商品としての側面だけではなく、「うちの会社はこんなことができる」といった営業用のツールとしての側面も持っているという。
2008年には、ニューヨーク近代美術館主催のMoMa Design Storeへ出品を行った。

## 沿革

### 社業
1976
昭和51年　初の自社企画　エンドレスカレンダー・メモホルダー発売に際し、alart発足。
1998
平成10年1月　自社企画商品alartを復刻し、新規にALARTとして立ち上げる。
平成10年3月　「花あそび」実用新案申請取得
平成10年6月　「花あそび」発売開始
平成10年11月　栃木県優良デザイン選定商品住生活部門にて大賞受賞「花あそび」
1999
平成11年8月　九州博多スーパーブランドシティー内枯淡に於いて初の企画展を開催
平成11年9月　ギフトショー参加　以後継続して年２回出展。新作をショーにて発表
平成11年11月　FOREST発売開始　Tマークデザイン賞受賞　以後10年間継続受賞
2000
平成12年4月　三越銀座店リニューアルに際しスタイリスト小山織氏セレクトによる日曜
生活美品市場に出展　以後7Fリビング売場に常設
平成12年10月　銀座三越Remixに於いて常設+企画展開催　以後年間4回の企画展を継続的に開催
2001
平成13年3月　三越お歳暮掲載　意外性の商品に注目が集まり生活雑貨として販売記録を達成
平成13年4月　SUMIKA×ALART企画製作　トータルデザインを担当
平成13年6月　日本園芸協会主催花の文化展　日本橋三越本店　以後継続出展
平成13年9月　三恵精機×ALART企画製作「冷凍食品解凍プレート美味快傑板」
2002
平成14年3月　三越お歳暮企画に参画・掲載
平成14年10月　三越本店リニューアルに際し、書家北山満智子氏と春花墨展開催
2004
平成16年9月　高島屋上質生活提案ショップ　マピエスにて初の企画展を開催
好評を博す　以後マピエス各店にて常設　企画展継続開催
2005
平成17年２月　テーブルウェアフェスティバル出展　加藤タキ氏ALART商品採用　
平成17年6月　インテリアライフスタイルJmade styleにて出展以後継続出展
平成17年10月　東武池袋デザイントゥデイ展　デザイントゥデイアイテムに採用
2006
平成18年2月　ギフトショーアクティブデザイン出展　以後継続出展新ブランド「日本の伝統とModernの融和」をコンセプトにしたハイブランド　誉　発表
平成18年4月　プロダクトデザイナー小泉真二氏をクリエイティブディレクターとして起用
平成18年12月　表参道ヒルズイデアフレームスにてALART展開催
2007
平成19年3月　華道草月流設立80周年記念展示会にて推奨花器としてALART出展　
　　　　　　　日本橋高島屋　以後草月流展示会商品展開
平成19年6月　インテリアライフスタイルSTYLE SHOP C on CCと共同出展
平成19年9月　ギフトショーアクティブデザインにてAviland フェルト×ALART商品発表
2008
平成20年1月　誉シリーズTマークデザイン優秀賞受賞
　　　　　 　 UTAKATAうたかた　栃木県デザイン協会賞
平成20年2月　外務省主催JAPAN CULTURE+HYPER CULTUREコシノジュンコ氏プロデュースによる晩餐会用行灯他 テーブルウエア製作
平成20年3月　伊勢丹ONLY I商品をプロデュース ９社異素材同デザインを製作　
KUONブランディング
平成20年4月　PONTEVECCHIO 淀屋橋山根シェフ依頼によりお箸製作
平成20年5月　ＮY近代美術館MOMA Destination JAPAN ALART商品　TWIST選定
平成20年12月　新宿伊勢丹　年末・お正月企画展を以後10年継続
2009
平成21年1月　NHK「きらりこの人」にてALART紹介
平成21年3月　TBS久米宏の「テレビってやつは」にてALART紹介
              3月    伊勢丹ステージ5にて「くつろぎを叶える日本の良品展」記録販売賞
平成21年8月　「生活関連産業ブランド育成事業SOZO＿COMM」認定
平成21年12月　水辺の私邸をコンセプトした旅館 嵐山星のや京都 ルームキーデザイン以後星のや界オリジナルルームキー製作多数
2010
平成22年2月　経済産業省による主催 匠JAPANプロジェクトにてパリ・メゾンエオブジェに出展　モナコ美術館、ルイジアナ美術館、ルクセンブルク美術館にて商品展開を始める
平成22年11月　ショップチャンネル出演　以後2年間継続出演
2011
平成23年４月　東急Hikarieヒカリエ　シアターオーブ開館記念品デザイン企画製作
平成23年11月　華道家元池坊流派指定花器に選定される　以後年間を通して家元巡回展同行
2012
平成24年2月　日本橋三越　Jスピリッツ企画展
平成24年2月　新宿伊勢丹企画展
平成24年3月　西海陶器　東京展示会  西海陶器東京ショールーム
平成24年3月　新宿高島屋 企画展
平成24年3月　大阪高島屋　企画展
平成24年5月　  I　LOVE　THE　EARTH  五感で楽しむ夏の暮らし　高島屋各店開催
平成24年5月 　 新宿伊勢丹本店 V5F グローバルダイニング　各百貨店企画継続中
平成24年4月　 CALM　Artificial Flowerブランドカルム）展開
平成24年4月～　足利フラワーパークショップ内にて商品展開　以後継続　
平成24年5月　 池坊 550年祭記念特別展　日本橋高島屋　
平成24年7月 　 Interior Lifestyle at SEIBU  西武池袋本店　
平成24年8月  　北欧テキスタイルブランド　hana×ALART　高島屋大阪店
平成24年8月 　47accessories 47 accessories　- 47都道府県のアクセサリー展 
　　　　　 　  47都道府県のデザインミュージアム「d47 MUSEUM」　渋谷ヒカリエ
平成24年10月　直営ショップオープン うめだ阪急本店7階　ALART GALLERY  麓
平成24年12月　鬼怒川金谷ホテル迎春ディスプレイ　書家 根岸君子× ALART　以後継続
平成24年12月　新宿伊勢丹 Nippon　えんぎもの市　
2013
平成25年１月　メモリアル商品企画　はせがわ×ALART 商品企画製作
平成25年１月　「JOHN KANAYA」ショコラ専門店用店内装飾　企画製作　
平成25年４月　品川ストリングスホテルアメニティオリジナルデザイン企画製作　
平成25年4月　 ISSEY MIYAKE collection 2013 アクセサリー製作
平成25年5月　メディア紹介毎日放送　ちちんぷいぷい　花あそび紹介
平成25年7月　地域の力　ニッポン市「夏彩祭」東武百貨店池袋店　
平成25年９月　ルピシアParis　ウィンドウディスプレイ店内装飾　企画製作　
平成25年9月　月待ち講　銀座三越企画展
平成25年10月  メディア紹介　阪急「アートのある暮らし」新作Signageが掲載
平成25年10月　メディア紹介　阪急「心地よい大人時間」にて花あそびが掲載
2014
池坊展示会 年間開催　2011年より以後継続巡回
平成26年4月　 大阪花展　大阪高島屋　
平成26年4月　 春のいけばな展 （京都六角堂）
平成26年5月　 東京花展　日本橋三越本店　
平成26年9月　 仙台花展　仙台三越 
平成26年9月　 名古屋花展　松坂屋名古屋店
平成26年10月　 福岡花展　福岡岩田屋
平成26年11月　 旧七夕会池坊全国華道会 （京都六角堂）
平成26年11月　 京都高島屋  京都高島屋
平成26年1月　中小機構プロジェクトにてパリ・メゾンエオブジェに出展
平成26年2月　中小機構プロジェクトにてサンフランシスコギフトフェアに出展
平成26年2月　地域を繋ぐ　ニッポンMONO博　日本橋三越本店　
平成26年3月　NIPPONの技～職人モノ展　あべのハルカス近鉄本店　
平成26年4月　中小機構プロジェクトにてバンコク国際フェアに出展
平成26年5月　涼のある暮らし　東急渋谷本店 　東急東横店
平成26年10月　メモリアルアート大野屋オリジナルデザイン企画製作　以後継続
2015
平成27年1月　男の書斎（JR名古屋東急ハンズ）常設
平成27年2月　ギフトショー出展　染色切削彫刻UVレーザー商品発表
平成27年3月　ISSEY MIYAKE Autumn Winter collection 2015アクセサリー製作 以後継続
平成27年3月　～NIPPONの技～　職人モノ展あべのハルカス近鉄本店　雑誌MONO企画
平成27年4月　界　鬼怒川ルームキー オリジナルデザイン企画製作
平成27年6月　ゼクシィ× ALART コラボデザイン商品　製作販売 
平成27年12月　花と暮らす　迎春～岩田屋三越企画展　ジャパンセンス常設
2016
平成28年1月　 テーブルウェアフェスティバル2016 My Styleセレクション
素材×表現　「ものが語るものづくり」東京ドーム
平成28年2月　 メディア紹介NHK「おはよう日本」まちかど情報室花あそび紹介
平成28年2月　  ISETAN テーブルウェア・フェスティバルに出展　伊勢丹新宿店
平成28年4月　二期倶楽部商品採用
平成28年7月　星のや東京アメニティボックス企画製作　
平成28年9月　アトリエギャラリー集　昔日（兵庫県高砂市）
平成28年9月　ココルミネ新宿　NEWOMAN企画展
平成28年10月　「大人が集うハロウィーンスタイル」阪急うめだ本店　
平成28年11月　迎春のしつらえ銀座三越　リミックススタイル
平成28年12月　＜迎春＞アリタポーセリンラボ×アルアート伊勢丹新宿店　
2017
平成29年1月　テーブルウェアフェスティバル2017  MyStyleセレクション　東京ドーム
平成29年2月　ギフトショー LIFE×DESIGN　SOZAI展　東京ビッグサイト
平成29年2月　JETRO主催メゾンエオブジェに商品出展　
平成29年7月　東京ミッドタウン　ガレリア1F ISETAN SALONE   日本の緑と花器たち
平成29年9月　髙島屋　NIPPONものがたり　今を輝く女性デザイナーによるオリジナルデザイン製作を依頼される
　　　　　　　日本橋店・新宿店・玉川店・横浜店・大阪店・京都店
平成29年11月　JR京都伊勢丹8階リビング　以後年２回継続開催
2018
平成30年5月 「 ALARTフェア」蔦屋書店・TSUTAYA 13店舗同時開催
平成30年8月　日本テレビ　ヒルナンデスにてTV放映
平成30年9月　東京ビッグサイト　strings   straight 他　発表
平成30年11月　コメダ珈琲足利朝倉店　店内装飾をプロデュース
平成30年11月　光文社ネット企画　お正月テーブルコーディネートを食と合わせ提案 
平成30年12月　アルアート×アリタポーセリンラボ伊勢丹新宿店　
2019
平成31年2月　世界らん展2019  東京ドーム　以後継続出展
令和元年7月　日本テレビ　ぶらり途中下車の旅にてTV放映
令和元年8月　コメダ珈琲太田店　店内装飾をプロデュース
令和元年11月　 京都髙島屋リビング　特選にて企画展を開催　以後継続開催
2020
令和2年2月　世界らん展2020東京ドームに出展
令和2年3月　大丸神戸店 メゾンプリュスレコメンドにて花のある暮らし ALART展を開催　 
令和2年8月　日経新聞夕刊にマスクケース「V/N-GUARD」掲載
令和２年11月　光文社ネット企画　お正月テーブルコーディネートを食と合わせ提案
　　　　　　　料理研究家・宮本しばに氏×ALART
2021
令和3年1月   PREMIUM VIRUS GUARD 発売